# Hallivillers

Hallivillers este o comună în departamentul Somme, Franța. În anul 2009 avea o populație de 134 de locuitori.